# Йохан VI (Мекленбург)
Йохан VI фон Мекленбург (на немски: Johann VI von Mecklenburg; * 1439; † 1474) е херцог на Мекленбург, съ-регент от 1439 до 1472 г. на Хайнрих IV.

## Живот
Той е вторият син на херцог Хайнрих IV фон Мекленбург (1417 – 1477) и Доротея фон Бранденбург (1420 – 1491), дъщеря на курфюрст Фридрих I фон Бранденбург (1371 – 1440) от Дом Хоенцолерн. Брат е на Албрехт VI, Магнус II и Балтазар.
От 1439 до 1472 г. той е съ-регент на баща си. Неговият подписан документ (заедно с баща му) е през 1451 г. През 1464 г. заедно с брат му Албрехт VI, получава служби като апанаж и не участва повече в активното управление.
През 1472 г. се сключва договор за женитба през 1474 г. със София (* 1460; † 1504), дъщеря на Ерих II, херцог на Померания, но той умира преди това.
При едно пътуване до Франкония при чичо му, курфюрст Албрехт Ахилес, той се разболява в Кулмбах от чума и вероятно е погребан в манастир „Св. Кларен“.